# Poltàvskoie (Stàvropol)
|  | Per a altres significats, vegeu «Poltàvskoie». |

Poltàvskoie (en rus: Полтавское) és un poble del krai de Stàvropol, a Rússia, que en el cens del 2010 tenia 1.551 habitants. Pertany al districte rural de Kurskaia.